# Jimmy Walthour
James "Jimmy" Walthour (Nova York, 3 de gener de 1910 - Waukegan, 29 de gener de 1983) fou un ciclista estatunidenc, professional des del 1928 fins al 1940. Es va especialitzar en les curses de sis dies, en què en va guanyar 14.
El seu oncle Robert, i el seu cosí Bob, també van destacar en el ciclisme.

## Palmarès
- 1927
  -  Campió dels Estats Units en ruta
- 1928
  - 1r als Sis dies de Chicago (amb Franz Dülberg)
  - 1r als Sis dies de Detroit (amb Franz Dülberg)
- 1933
  - 1r als Sis dies de Chicago (amb Ewald Wissel)
- 1934
  - 1r als Sis dies de Pittsburgh (amb Henri Lepage)
  - 1r als Sis dies de Toronto (amb Reginald Fielding i Fred Ottevaire)
- 1935
  - 1r als Sis dies de Pittsburgh (amb Alfred Crossley i Charles Winter)
  - 1r als Sis dies de Toronto (amb Alfred Crossley)
  - 1r als Sis dies de Los Angeles (amb Alfred Crossley)
- 1936
  - 1r als Sis dies de Nova York (amb Alfred Crossley)
  - 1r als Sis dies de Toronto (amb Charles Winter)
- 1938
  - 1r als Sis dies de Pittsburgh (amb Alfred Crossley)
  - 1r als Sis dies de Milwaukee (amb Alfred Crossley)
- 1939
  - 1r als Sis dies de Cleveland (amb Alfred Crossley)
- 1940
  - 1r als Sis dies de Pittsburgh (amb Robert Thomas)